# O Céu Pode Esperar (1978)
Heaven Can Wait (bra/prt: O Céu Pode Esperar) é um filme estadunidense de 1978,  do gênero comédia romântico-fantástica, dirigido por Warren Beatty e Buck Henry, com roteiro do próprio Beatty, Elaine May e Robert Towne baseado na peça teatral Heaven Can Wait, de Harry Segall.

## Sinopse
Jogador de futebol americano, no auge da forma física, morre em desastre. Chegando ao céu, descobre que ainda não era a sua hora e exige retornar. Para reparar o erro, ele é reencarnado no corpo de um milionário que acaba de ser assassinado pela esposa e o amante.

## Elenco
- Warren Beatty como Joe Pendleton
- Julie Christie como Betty Logan
- James Mason como Sr. Jordan
- Jack Warden como Max Corkle
- Charles Grodin como Tony Abbott
- Dyan Cannon como Julia Farnsworth
- Buck Henry como Garoto de programa
- Vincent Gardenia como Krim
- Joseph Maher como Sisk
- Hamilton Camp como Bentley
- Arthur Malet como Everett
- Stephanie Faracy como Corinne
- Jeannie Linero como Lavinia
- Larry Block como Peters

## Prêmios e indicações
| Prêmio            | Categoria                         | Recipiente                              | Resultado |
| ----------------- | --------------------------------- | --------------------------------------- | --------- |
| Oscar 1979        | Melhor design de produção         | Paul Sylbert                            | Venceu    |
| Oscar 1979        | Melhor filme                      |                                         | Indicado  |
| Oscar 1979        | Melhor direção                    | Warren Beatty, Buck Henry               | Indicado  |
| Oscar 1979        | Melhor ator                       | Warren Beatty                           | Indicado  |
| Oscar 1979        | Melhor atriz coadjuvante          | Dyan Cannon                             | Indicado  |
| Oscar 1979        | Melhor ator coadjuvante           | Jack Warden                             | Indicado  |
| Oscar 1979        | Melhor fotografia                 | William Fraker                          | Indicado  |
| Oscar 1979        | Melhor roteiro adaptado           | Warren Beatty, Elaine May, Robert Towne | Indicado  |
| Oscar 1979        | Melhor trilha sonora              | Dave Grusin                             | Indicado  |
| Golden Globe 1979 | Melhor filme - comédia ou musical |                                         | Venceu    |
| Golden Globe 1979 | Melhor ator - comédia ou musical  | Warren Beatty                           | Venceu    |
| Golden Globe 1979 | Melhor atriz coadjuvante          | Dyan Cannon                             | Venceu    |